# (35501) 1998 FM41
1998 FM41 (asteroide 35501) é um asteroide da cintura principal. Possui uma excentricidade de 0.13821780 e uma inclinação de 0.75809º.
Este asteroide foi descoberto no dia 20 de março de 1998 por LINEAR em Socorro.